# Dolní Světlá (Pojbuky)
Dolní Světlá (německy Unter Swietla) je vesnice, část obce Pojbuky v okrese Tábor v Jihočeském kraji. Má sedm stavení, dříve vesměs hospodářského charakteru. V roce 2011 zde trvale žil jeden obyvatel. Za zmínku stojí existence potoka, který byl dříve zaústěn do dvou rybníčků, vedle nichž se nacházelo stavení mlýna.

## Historie
První písemná zmínka o vesnici pochází z roku 1525.
Za druhé světové války byl mlýn ještě v provozu, ale postupem doby poslední majitelé mlýna s výrobou mouky přestali. Postupem času bývalé JZD Pojbuky převedlo potok, jehož korýtko procházelo středem luk k lesu, změnilo trasu potoka, a tím byly oba rybníčky zrušeny. Aktivním přístupem několika jedinců je napuštěn menší rybník z nedalekého vodního pramene, větší rybník v blízkosti bývalého mlýnského stavení je prázdný a zarostlý stromy, keři a rákosím. Noví majitelé, kteří bývalý mlýn koupili v roce 2005, ho chtěli upravit k bydlení a obnovit rybník.

## Obyvatelstvo
| Rok            | 1869 | 1880 | 1890 | 1900 | 1910 | 1921 | 1930 | 1950 | 1961 | 1970 | 1980 | 1991 | 2001 | 2011 | 2021 |
| -------------- | ---- | ---- | ---- | ---- | ---- | ---- | ---- | ---- | ---- | ---- | ---- | ---- | ---- | ---- | ---- |
| Počet obyvatel | 54   | 48   | 53   | 41   | 34   | 42   | 34   | 28   | 25   | 18   | 14   | 10   | 5    | 1    | 2    |
| Počet domů     | 7    | 7    | 7    | 7    | 7    | 6    | 6    | 6    | 5    | 5    | 5    | 6    | 6    | 6    | 1    |

## Obecní správa
Při sčítání lidu v letech 1850–1949 Dolní Světlá byla osadou obce Rodná v okrese Tábor. V letech 1950–1960 byla osadou obce Bradáčov v okrese Pacov. V letech 1961–1980 byla částí obce Pojbuky v okrese Tábor. Od 1. července 1980 do 23. listopadu 1990 byla částí obce Vodice v okrese Tábor. Od 24. listopadu 1990 je opět částí obce Pojbuky v okrese Tábor.

## Galerie

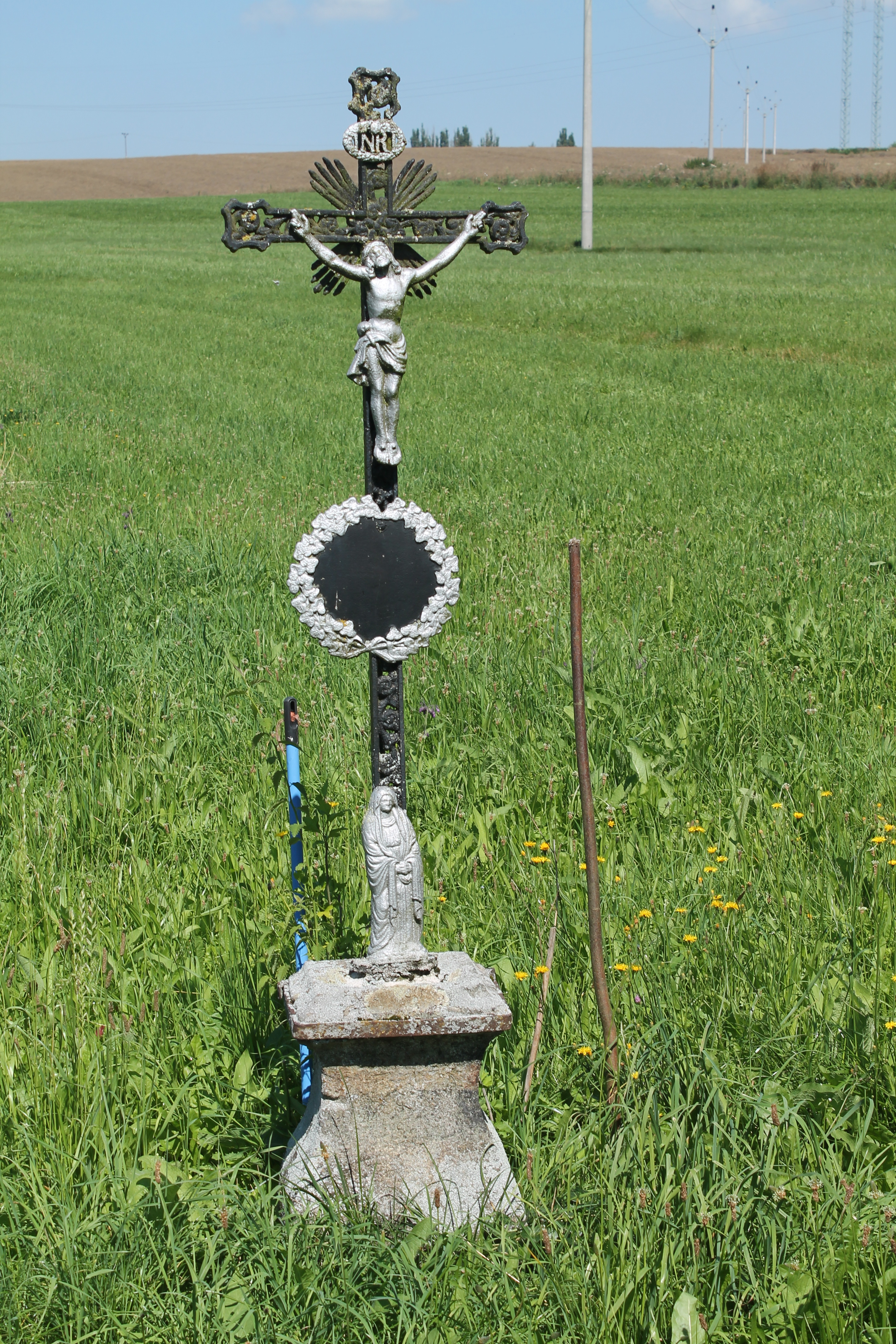
Kříž na začátku vsi
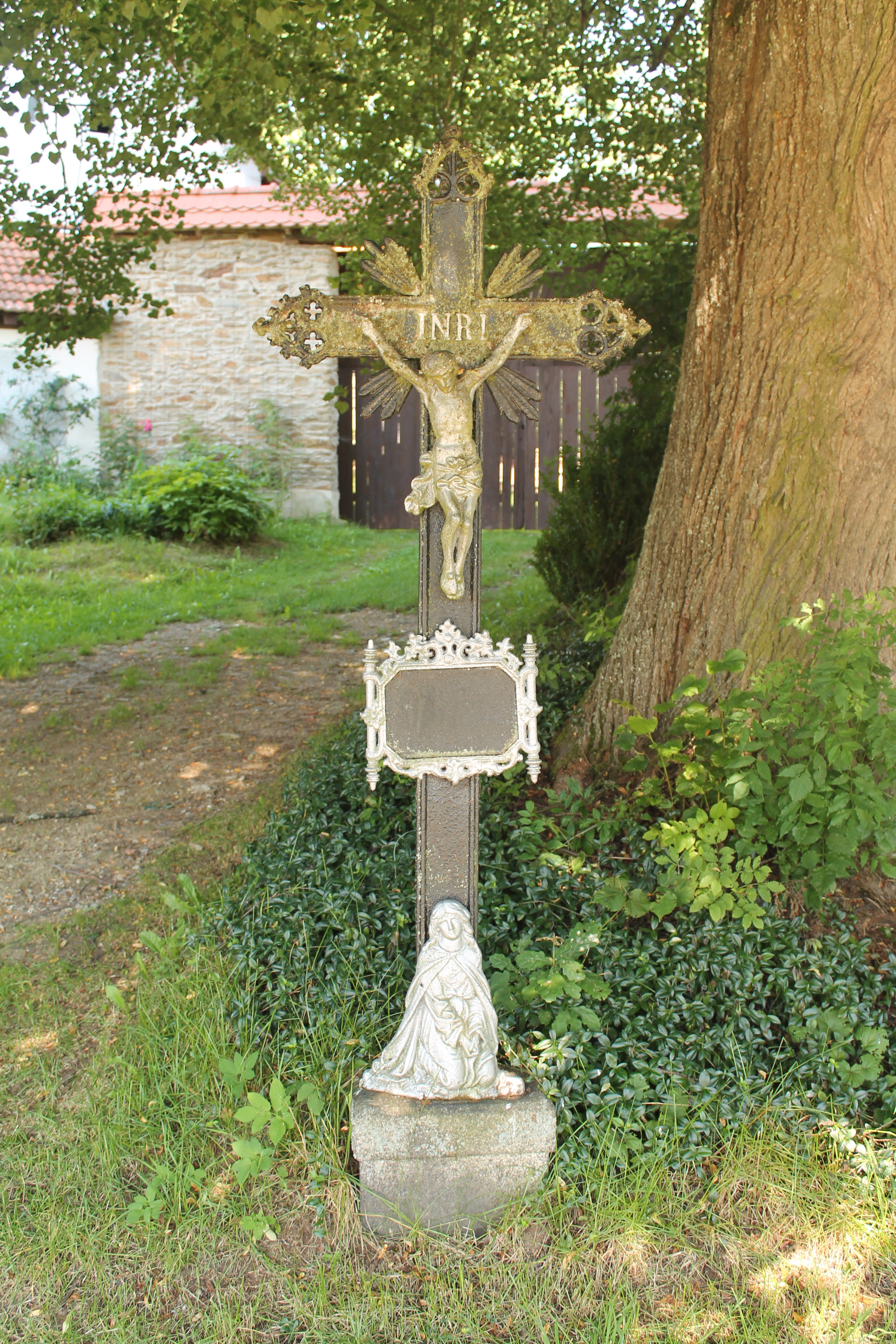
Kříž u čp. 4
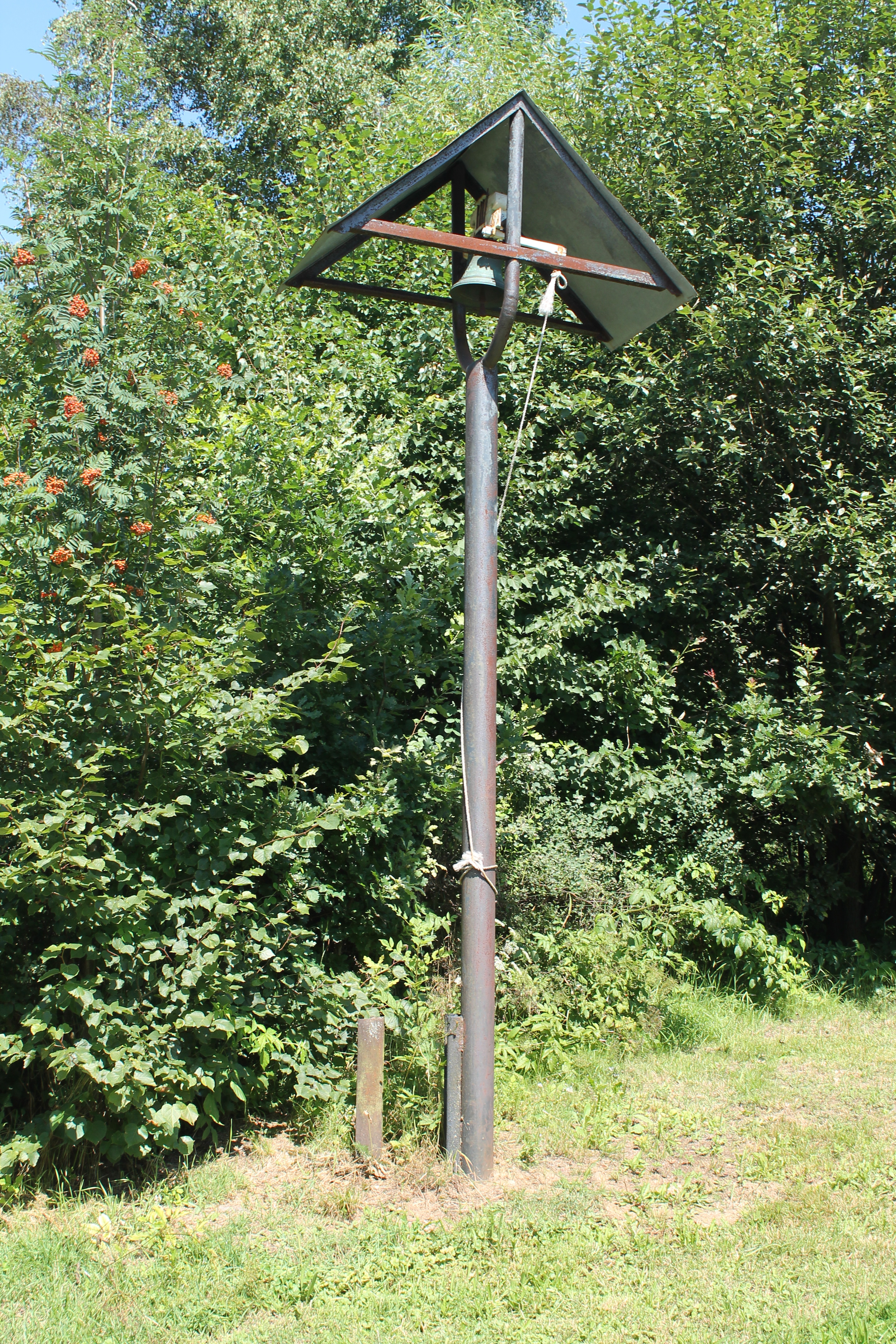
Zvonice
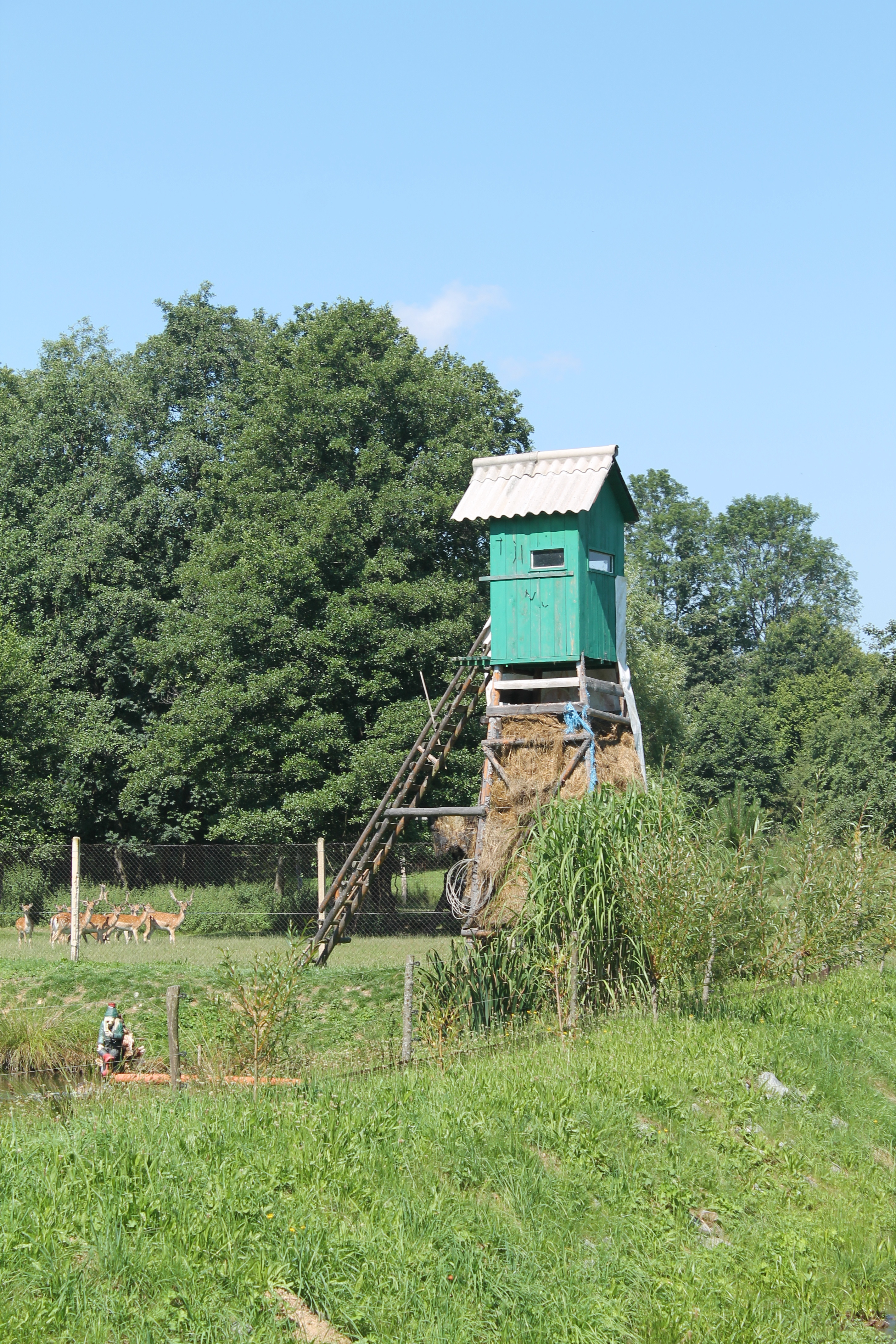
Posed na okraji Dolní Světlé
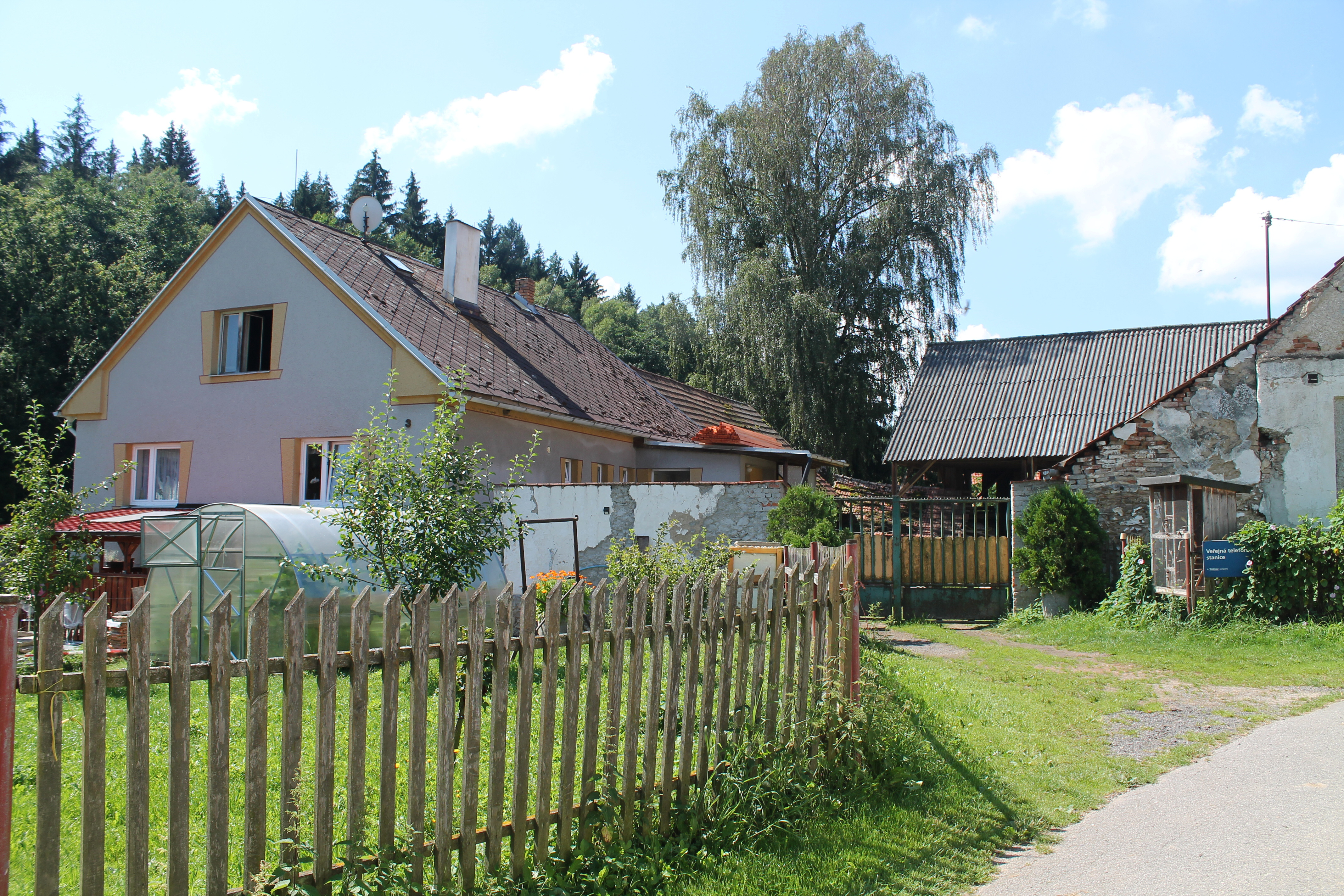
Statek čp. 3
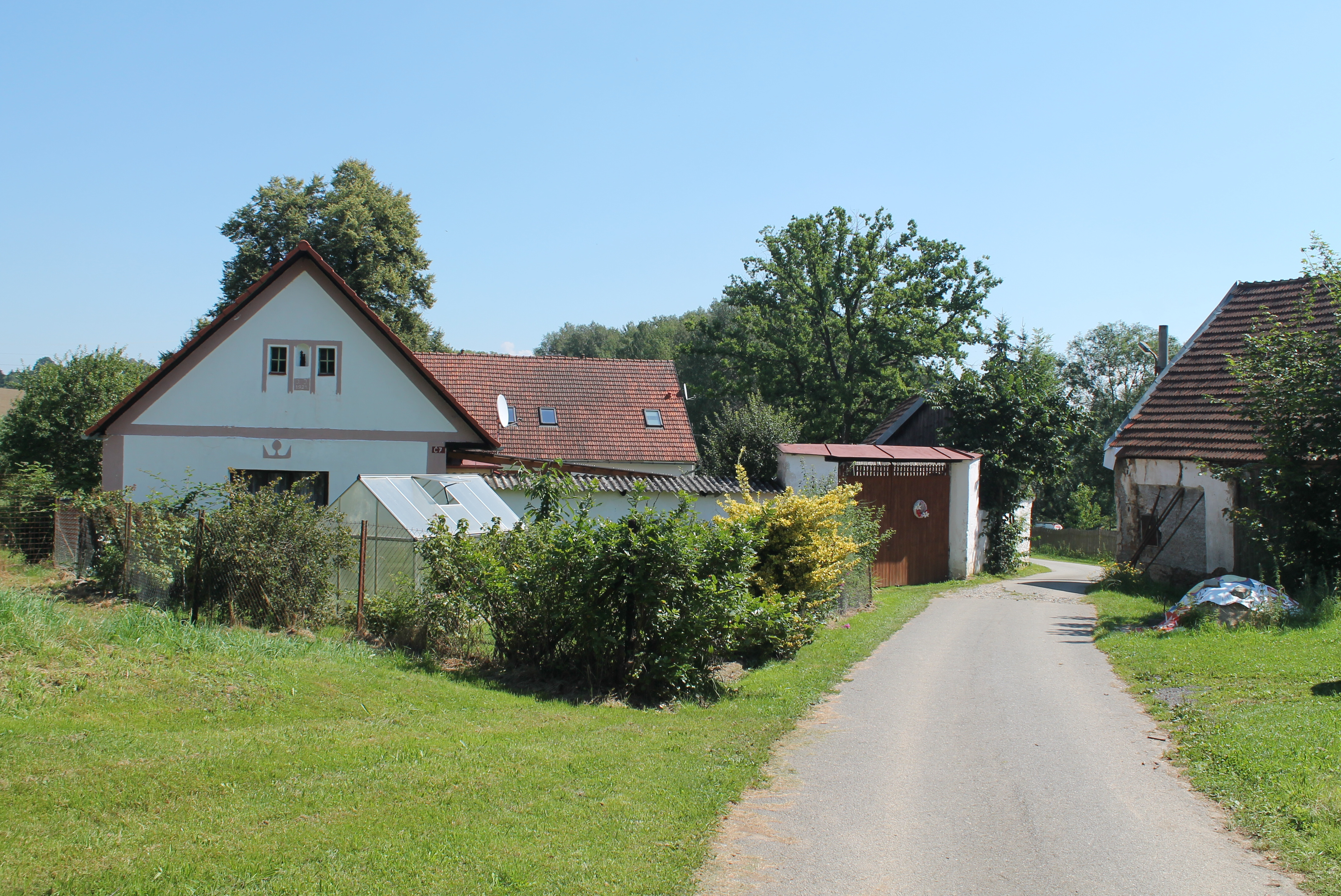
Statek čp. 7
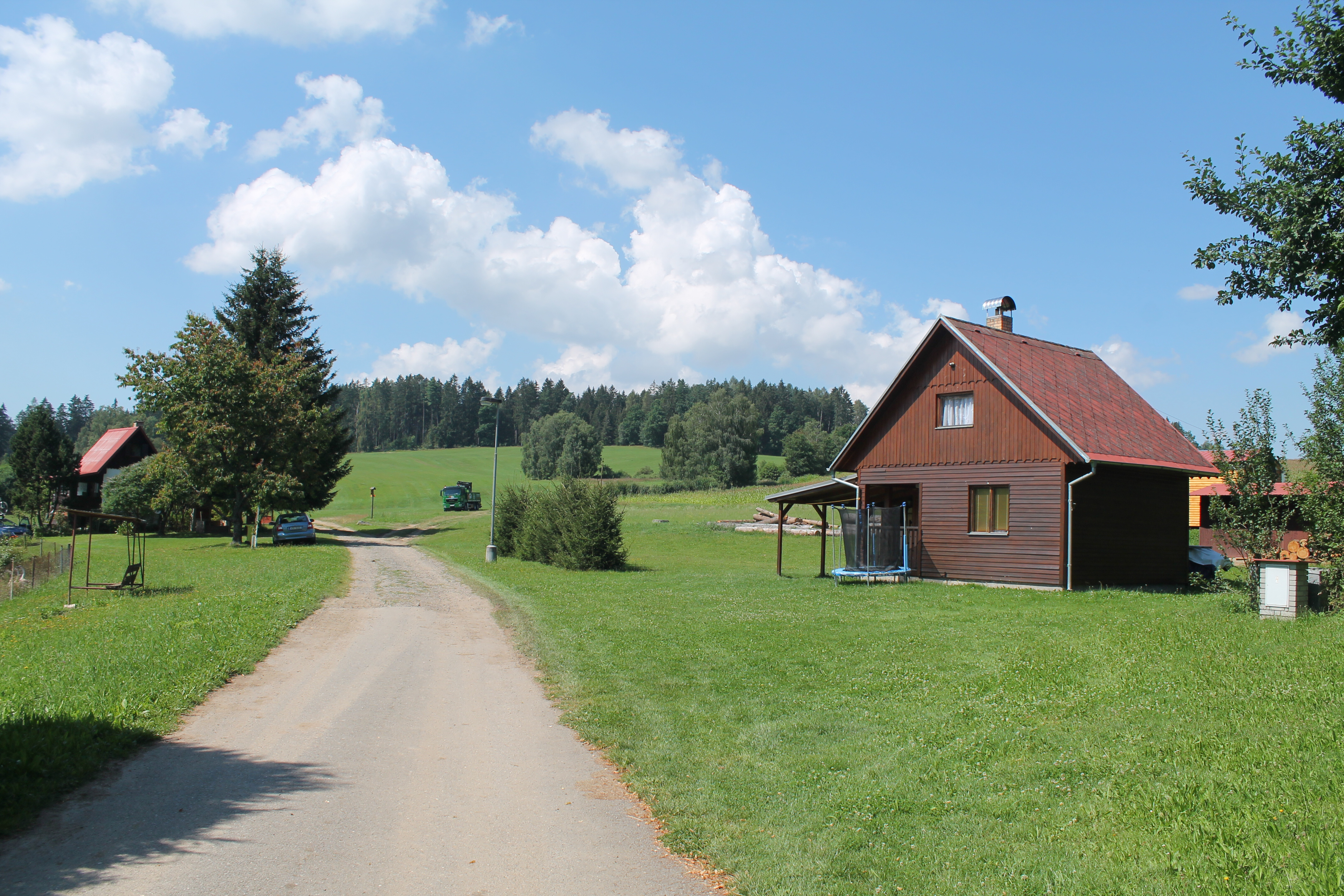
Horní konec vsi